# Podział administracyjny Kościoła katolickiego w Peru
Podział administracyjny Kościoła katolickiego w Peru – w ramach Kościoła katolickiego w Peru funkcjonuje obecnie siedem metropolii, w których skład wchodzi siedem archidiecezji, dwadzieścia diecezji i dziewięć prałatur terytorialnych. Ponadto istnieje osiem wikariatów apostolskich i wojskowy ordynariat polowy podlegające bezpośrednio Rzymowi. 
Jednostki administracyjne Kościoła katolickiego obrządku łacińskiego w Peru:

## Metropolia Arequipa
- Archidiecezja Arequipa
  - Diecezja Puno
  - Diecezja Tacna y Moquegua
  - Prałatura terytorialna Ayaviri
  - Prałatura terytorialna Chuquibamba
  - Prałatura terytorialna Juli

## Metropolia Ayacucho
- Archidiecezja Ayacucho
  - Diecezja Huancavélica
  - Prałatura terytorialna Caravelí

## Metropolia Cuzco
- Archidiecezja Cuzco
  - Diecezja Abancay
  - Diecezja Sicuani
  - Prałatura terytorialna Chuquibambilla

## Metropolia Huancayo
- Archidiecezja Huancayo
  - Diecezja Huánuco
  - Diecezja Tarma

## Metropolia Limy
- Archidiecezja Limy[1]
  - Diecezja Callao
  - Diecezja Carabayllo
  - Diecezja Chosica
  - Diecezja Huacho
  - Diecezja Ica
  - Diecezja Lurín
  - Prałatura terytorialna Yauyos

## Metropolia Piura
- Archidiecezja Piura
  - Diecezja Chachapoyas
  - Diecezja Chiclayo
  - Diecezja Chulucanas
  - Prałatura terytorialna Chota

## Metropolia Trujillo
- Archidiecezja Trujillo
  - Diecezja Cajamarca
  - Diecezja Chimbote
  - Diecezja Huaraz
  - Diecezja Huarí
  - Prałatura terytorialna Huamachuco
  - Prałatura terytorialna Moyobamba

## Diecezje podległe bezpośrednioRzymowi
- Ordynariat Polowy Peru
- Wikariat apostolski Iquitos
- Wikariat apostolski Jaén en Peru o San Francisco Javier
- Wikariat apostolski Pucallpa
- Wikariat apostolski Puerto Maldonado
- Wikariat apostolski Requena
- Wikariat apostolski San José de Amazonas
- Wikariat apostolski San Ramón
- Wikariat apostolski Yurimaguas